# Домингес, Алехандро (1961)
Алехандро Домингес Эсото (исп. Alejandro Domínguez Escoto; родился 9 февраля 1961 года в Мехико, Мексика) — мексиканский футболист, полузащитник. Известен по выступлениям за «Америку» и сборную Мексики. Участник чемпионата мира 1986 года.

## Клубная карьера
Домингес воспитанник столичной «Америки». В 1982 году он дебютировал за основной состав в мексиканской Примере. В команде Алехандро провёл 20 сезонов четыре раза выигрывал чемпионат, дважды завоёвывал Кубок Мексики и три раза становился обладателем Кубка чемпионов КОНКАКАФ. В 1994 году Домингес покинул «Америку» и сезон выступал за «Тампико Мадейро». В 1995 году он перешёл в «Керетаро», где и завершил карьеру по окончании сезона.

## Международная карьера
29 ноября 1983 года в товарищеском матче против сборной Мартиники Домингес дебютировал за сборную Мексики.
В 1986 году Фернандо попал в заявку сборной на участие в домашнем Чемпионате мира. На турнире он сыграл в поединке против сборной Ирака.

## Достижения
Командные
 «Америка»
- Чемпионат Мексики по футболу — 1984
- Чемпионат Мексики по футболу — 1985
- Чемпионат Мексики по футболу — 1988
- Чемпионат Мексики по футболу — 1989
- Обладатель Кубка Мексики — 1988
- Обладатель Кубка Мексики — 1989
- Обладатель Кубка чемпионов КОНКАКАФ — 1987
- Обладатель Кубка чемпионов КОНКАКАФ — 1991
- Обладатель Кубка чемпионов КОНКАКАФ — 1991
- Обладатель Межамериканского кубка — 1991